# ホキ徳田
ホキ 徳田（ホキ とくだ、1937年11月14日 - ）は、ピアニスト、歌手、女優。アメリカの文豪 ヘンリー・ミラーの8人目の妻として知られる。東京出身。

## 略歴
エスペランティスト・NHK解説委員の徳田六郎の長女として東京上野に生まれる。本名・浩子。母方は弓の達人那須与一の子孫にあたり、祖母は東京六本木の東洋英和女学院の創立者である。
3歳からピアノと音楽を学び、桜美林高等学校卒業後、カナダの音楽学校アルマ・カレッジに留学。級友が「ヒロコ」をなまって「ホキ」と呼んだためこれを芸名とした。帰国後、1958年にコーラスグループ「スリーバブルス」としてデビュー。日劇ミュージックホールやテレビドラマ『サラリーマンの勲章』、『ザ・ガードマン』、映画『にっぽんぱらだいす』（1964年）、『怪談昇り竜』（1970年）などに出演する。
1965年に渡米、ロサンゼルスの高級日本食レストラン「インペリアル・ガーデン」でピアノ弾き語りで唄っていたところ、ヘンリー・ミラーと出会い翌年に結婚。46歳年上のミラーとの結婚は日本のマスコミを賑わすが、3年後に別居、1978年に離婚した。年齢差があったことから、遺産目当てと目されて欧米では批判的な記事が踊った。あるパーティで徳田を見初めたミラーは、ロスの日本料理店でピアノを弾いていた徳田のもとに通い詰めた。300通以上の膨大な数の熱烈なラブレターを徳田に送り続けたが、徳田自身は〝単に日本女性を自分の恋愛コレクションに加えたいだけのようだった〟とインタビューに答えている。徳田の滞在ビザが切れそうになったのを切っ掛けに、寝室は別々にすることと友人の同居を条件に、徳田が結婚を承諾。300通以上のラブレターは当初徳田がミラーに興味がなかったことと、英語の問題で未開封のものもあったが、後に本としてまとめられた。ミラー自身が生前、売って良いと言っていた事もあり手紙の実物は徳田の生活費のために売却された。
2000年に再び帰国。2010年5月から2014年12月までインターFMにて「ホキ徳田のYummy Music」のパーソナリティを務める。
2010年、六本木1丁目にヘンリー・ミラー メモリアル バー「北回帰線」を開店、オーナーとして月曜日から土曜日までピアノ弾き語りをしていた。2019年10月閉店。
また、コンサート、ライブ活動も積極的に行っている。
2014年4月より集英社発行の月刊誌「すばる」にて「優しい友へのレクイエム」を連載。

## 主なテレビ出演
- ライオンのいただきます（1984年 - 1989年、フジテレビ）
- どうぶつ通り夢ランド 第12話「クリスマスの夜 白いラマに乗って」（1986年、テレビ朝日）
- 一枚の写真（1986年6月18日、フジテレビ）
- 女ともだち（1986年、TBS） - 市川七重 役
- 火曜サスペンス劇場 / 妻愛人同伴殺人ツアー（1987年7月21日、日本テレビ） - 山形敏江 役
- 徹子の部屋 - 1980年、2017年の2度
- 爆報! THE フライデー  （2018年2月9日、TBS）

## 出演映画
- にっぽんぱらだいす（1964年）
- サラリーマンの勲章（1965年）
- アンコ椿は恋の花（1965年）
- ちんころ海女っこ（1965年）
- 怪談昇り竜（英語版）（1970年）
- 雀鬼4 麻雀代理戦争（1994年・Vシネマ）

## ディスコグラフィー

### シングル
- 涙のダイアリィ（My Diary of Love） / 別離〈わかれ〉（Un Anno D'amore）（クラウン：CW-328）
- あの日のあなた ―ヘンリー・ミラー愛の世界―〈LOVE FOREVER〉（CBS・ソニー：SONA 15004 / 1968年9月5日）
  - 作詩：ヘンリー・ミラー / 訳詞：ホキ徳田 / 作曲：いずみたく
    - B面：指さすのは止めて〈LOVE ME LIKE BEFORE〉
    - 作詩〔ママ〕：ホキ徳田 / 作曲：いずみたく

### アルバム
- “あの日のあなた”とボサ・ノヴァと…〈LOVE FOREVER IN BOSSA NOVA〉（CBS・ソニー：SONL 90001 / 1968年9月5日）

## 著書
- 『文豪夫人の悪夢』 主婦の友社 1986.12
- 『ヘンリー・ミラーの八人目の妻』水声社　2013/12

## 関連人物
俳優の夏木陽介は同級生にあたり、夏木は徳田の祖母のもとに寄宿していた画家の中原淳一と知り合ったことがきっかけで芸能界入りした。